# John Banim
John Banim (Kilkenny, 3 de abril de 1798 – Booterstown, Condado de Kilkenny, 30 de agosto de 1842), foi um romancista, escritor de contos, dramaturgo, poeta e ensaísta irlandês, às vezes chamado de "Scott da Irlanda". Ele também estudou artes, trabalhando como pintor de miniaturas e retratos, e como professor de desenho, antes de se dedicar à literatura.

## Juventude
John Banim nasceu em Kilkenny, na Irlanda. Aos quatro anos, seus pais o enviaram para uma escola local onde aprendeu o básico sobre leitura e gramática. Aos cinco anos, foi enviado para a Academia Inglesa em Kilkenny, onde seu irmão mais velho Michael (1796–1874) estudou. Esta escola é descrita no romance de Michael Banim, "Father Connell". Depois de cinco anos na Academia Inglesa, John Banim foi enviado para um seminário dirigido pelo reverendo Magrath, considerado o melhor colégio da Igreja Católica na Irlanda. Depois de um ano no seminário, Banim foi transferido para outra academia dirigida por um professor chamado Terence Doyle.
Ao longo de seus anos de escola, Banim leu avidamente e escreveu suas próprias histórias e poemas. Quando menino, inventou uma tradição de aniversários, onde reunia todos os seus escritos do ano anterior, relia-os criticamente e depois queimava aqueles que considerasse com falta de substância. Quando tinha dez anos, visitou o poeta Thomas Moore, trazendo consigo algumas de suas próprias poesias manuscritas. Moore encorajou Banim a continuar escrevendo e lhe deu um ingresso de temporada para seu teatro particular em Kilkenny, onde o próprio Moore estava se apresentando na época.
Aos 13 anos, Banim ingressou no Kilkenny College, onde se dedicou especialmente ao desenho e ao retrato em miniatura. Continuou sua educação artística por dois anos nas escolas da Royal Dublin Society, e depois ensinou desenho em Kilkenny.
Banim logo se apaixonou por uma de suas alunas, uma garota de 17 anos chamada Anne. No entanto, os pais da menina desaprovaram o relacionamento e a mandaram para fora da cidade. Anne morreu dois meses depois de tuberculose. Sua morte marcou profundamente Banim, cuja saúde foi afetada severa e permanentemente.

## Carreira
Após cerca de um ano e meio de recuperação e desorientação, Banim passou a pintar retratos e começou a contribuir com histórias para o Leinster Gazette, e logo se tornou o editor do jornal.
Em 1820, Banim mudou-se para Dublin depois de decidir continuar a escrever. Em Dublin, ele se conectou com um velho amigo estudante, o artista Thomas J. Mulvaney, que o auxiliou e o aconselhou. Neste tempo, os artistas de Dublin tentavam criar uma corporação pública e obter um subsídio do governo. Banim contribuiu com vários jornais de Dublin e usou sua posição para ajudar a fortalecer a reivindicação dos artistas. Em 1820, os artistas receberam o documento emitido por uma autoridade definindo seus privilégios e propósitos, e deram uma quantia considerável em dinheiro para Banim por seu apoio. Grande parte dessa quantia foi para pagar suas dívidas.
Banim tornou-se amigo do escritor Charles Phillips, que o ajudou com seus escritos. Banim tinha pensado em ir para Londres, mas Phillips convenceu-o a permanecer em Dublin. Phillips aconselhou Banim em suas poesias e mostrou seu poema Ossian's Paradise para vários editores; ele foi publicado em 1821 como The Celt's Paradise ("O Paraíso celta").
Embora ainda em manuscrito, o poema foi apresentado para Walter Scott, que gostou do que leu. Após a publicação de The Celt's Paradise, Banim se dedicou a escrever uma tragédia clássica. A peça, Damão e Pítias, foi apresentada em Covent Garden em 28 de maio de 1821, com William Macready como Damão e Charles Kemble como Pítias. Ela foi mais tarde apresentada no Theatre Royal, em Dublin.
Em 1821, Banim visitou Kilkenny para pagar a última das suas dívidas. Durante sua visita, ele discutiu seus planos futuros para romances e histórias com seu irmão Michael. Enquanto esteve em Kilkenny, ele se hospedou na casa de um amigo próximo de seu pai, um homem chamado John Ruth. Passou seus dias na companhia de seu irmão e das três filhas de John Ruth. Em poucas semanas, Banim se apaixonou pela filha mais nova, Ellen Ruth. Antes de pedi-la em casamento, Banim retornou a Dublin para cuidar de seus assuntos. Retornou a Kilkenny em fevereiro de 1822 e, após um namoro de cinco meses, ele e Ellen se casaram.
Em 1822, planejou, em conjunto com Michael, uma série de contos ilustrativos da vida irlandesa, que deveria representar para a Irlanda o que os Waverley Novels representavam para a Escócia; e a influência de seu modelo é distintamente rastreável em seus escritos. Outra influência foram os contos da vida cotidiana por John Galt.
Ele então partiu para Londres, onde sustentou a si e sua esposa escrevendo para revistas e teatro. Sua primeira residência foi o número 7 da Amelia Place, em Brompton, a antiga casa de John Philpot Curran. No final de 1822, sua esposa adoeceu e, em novembro, deu à luz um natimorto. Sua doença exigia que John fizesse mais trabalhos para cobrir os custos de seu tratamento. Em 1823, a doença anterior de John voltou. Ele ficou doente por vários meses antes de se recuperar, e seus rendimentos, naquela época, diminuíram muito.

Incapaz de escrever muito para os jornais semanais por causa de sua doença, ele começou a fazer mais trabalhos para periódicos mensais. Isso permitiu que ele tivesse tempo para fazer um trabalho mais cuidadosamente escrito e sério. Nessa época, foi visitado pelo escritor Gerald Griffin, novo em Londres, e precisando de orientação. Banim fez amizade com Griffin e fez tudo o que pôde para ajudá-lo, ajudando a editar suas peças e submetê-las à produção. Griffin disse o seguinte de Banim em uma carta: 
 "O que eu faria se não tivesse encontrado Banim? Eu nunca me cansarei de falar e pensar em Banim. Me marcou! Ele é um homem - o único que eu conheci desde que deixei a Irlanda."
Banim publicou um volume de diversos ensaios anonimamente em 1824, chamado Revelations of the Dead Alive. Conheceu o escritor americano Washington Irving no mesmo ano, achando-o um homem de bom coração e genuíno, enquanto outras celebridades literárias que conheceu o desapontaram. A primeira série de "Contos da Família O'Hara" surgiu em abril de 1825, alcançando sucesso imediato. Um dos mais poderosos deles, "Crohoore of the Bill Hook", era de Michael Banim. Os dois haviam trabalhado nos "Contos" por meio de correspondência entre 1823 e 1824, enviando periodicamente um para o outro seus trabalhos completos para serem lidos e criticados. Banim e Gerald Griffin eram ainda amigos íntimos, apesar de um mal-entendido que os separou temporariamente, e Griffin era frequentemente chamado a criticar os "Contos".

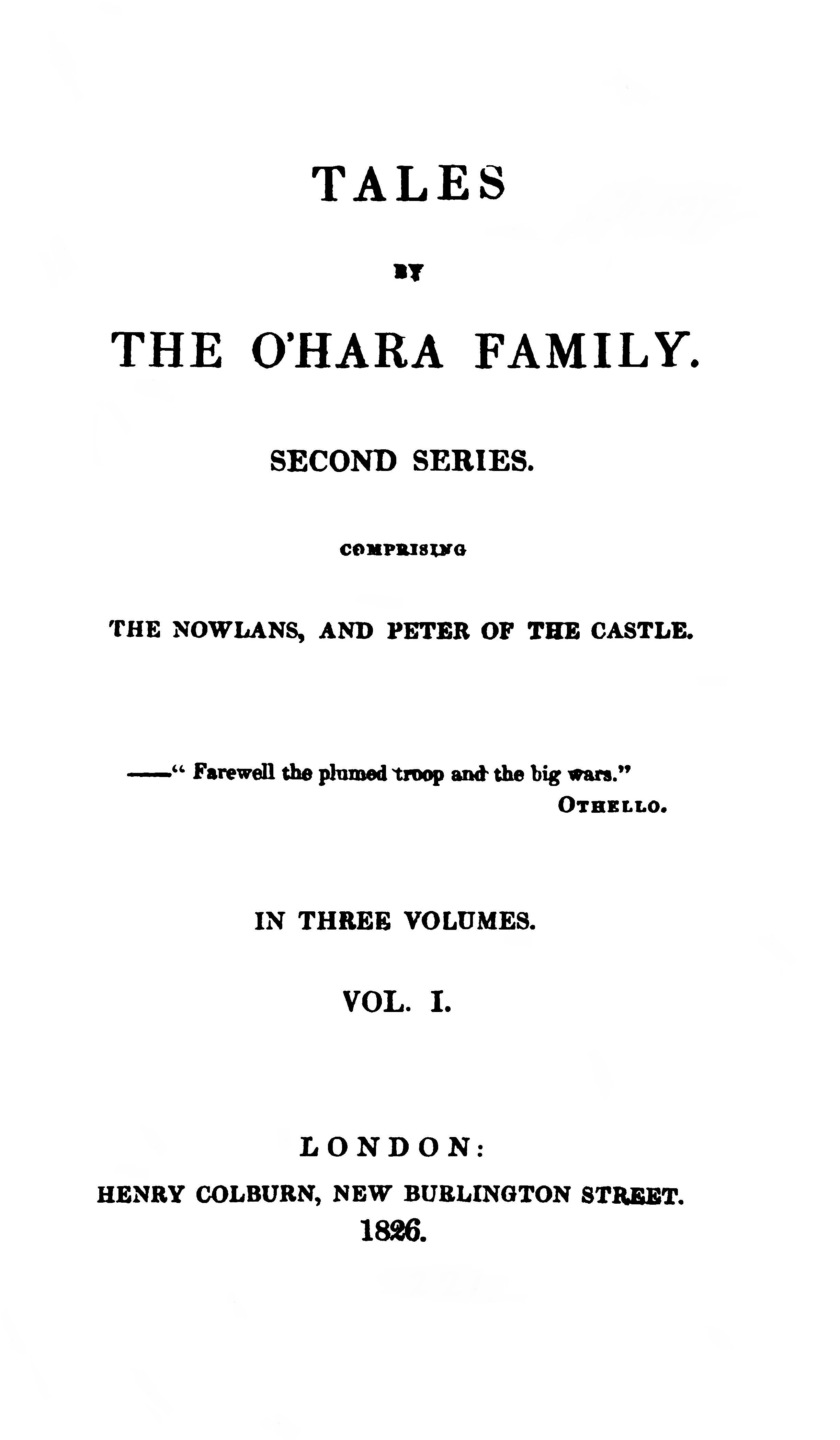
Contos da Família O'Hara, Segunda Série, 1826

Após a publicação de "Contos da Família O'Hara", John começou a trabalhar em seu romance "The Boyne Water", uma história de relações protestantes - católicas durante a Guerra Guilhermita. Ele viajou de volta para a Irlanda, passando o tempo em Derry e Belfast, para fazer pesquisas sobre o romance, que foi publicado em 1826. Naquele mesmo ano, uma segunda série de "Contos da Família O'Hara" foi publicada, contendo o romance "The Nowlans".
Ao visitar John em Londres, no verão de 1826, Michael descobriu que a doença de seu irmão o debilitara muito e o fazia parecer muito mais velho que seus 28 anos. O próximo empenho da "Família O'Hara" foi quase inteiramente a produção de Michael. The Croppy, a Tale of 1798 (1828), um romance da Rebelião Irlandesa de 1798, dificilmente assemelha-se aos contos anteriores, embora contenha algumas passagens maravilhosamente vigorosas. The Mayor of Windgap, e The Ghost Hunter (ambos de Michael Banim), The Denounced (1830) e The Smuggler (1831) seguidos em rápida sucessão, foram bem recebidos pela critica. A maioria deles lida com as fases mais sombrias e dolorosas da vida, mas o sentimento mostrado em seu último Father Connell, é mais brilhante e mais terno.
Em 1827, John tornou-se amigo do jovem escritor John Sterling. Ele acompanhou Sterling em uma excursão à Universidade de Cambridge, que temporariamente restaurou a saúde de Banim. Sua doença logo retornou, juntamente com a consequente pobreza. Ele continuou a escrever e encorajou Michael a escrever "The Croppy". Em julho de 1827 nasceu a segunda criança de John, uma filha. Em 1828, o romance de John The Anglo-Irish of the Nineteenth Century foi publicado anonimamente, mas não foi bem recebido pelos críticos e pelo público.
Depois de outro mal-entendido com Gerald Griffin, os dois retomaram a amizade através de correspondência em meados de 1828. Essa amizade era de grande importância para ambos os escritores, e trouxe-lhes muita satisfação. Durante esse período, John e sua esposa moravam em Eastbourne, East Sussex, para onde haviam se mudado por conta da saúde de John e, em seguida, para Sevenoaks, em Kent. Em 1829, mudaram-se para Blackheath, Londres, por interesses comerciais.
No outono de 1829, ele foi para a França por recomendação de seus médicos. Enquanto ficou na França, escreveu "The Smuggler", que ficou inédito até 1831 devido a uma disputa com o editor. Ele também enviou um romance chamado The Dwarf Bride para publicação, mas o manuscrito foi perdido pelo editor. Em junho de 1830, sua mãe morreu. John foi incapaz de retornar a Kilkenny para vê-la devido a sua saúde cada vez mais frágil. Continuou a ganhar a vida contribuindo para periódicos e escrevendo peças. Em 1831 nasceu seu primeiro filho. O nascimento de seu filho melhorou o estado mental de John após a morte de sua mãe, mas também o colocou em uma necessidade financeira mais profunda. Em 1832 ele sofreu um ataque de cólera mas sobreviveu.
No final de 1832, seu segundo filho nasceu. Logo depois, em janeiro de 1833, um movimento para amenizar suas necessidades financeiras foi levado avante pelas súplicas de Ellen Banim aos amigos literários de John, e depois pela imprensa inglesa, comandada por John Sterling e seu pai no The Times. Contribuições também foram coletadas na Irlanda. Uma quantia suficiente foi obtida para removê-lo de qualquer perigo de necessidade real. Entre os contribuintes estavam: Charles Grey, 2.º Conde Grey e Robert Peel, na Inglaterra, e Samuel Lover, na Irlanda.

## Últimos anos
Em 1833, ele e sua esposa se mudaram para Paris, na esperança de que John encontrasse um médico que pudesse ajudá-lo em sua condição. Ele foi diagnosticado como tendo uma inflamação na parte inferior da coluna, e submetido a tratamentos frequentemente dolorosos, que não lhe davam alívio. A morte de seu filho mais novo veio no início de 1834. Ele permaneceu em Paris por todo o ano de 1834, escrevendo quando possível e passando o tempo na sociedade dos ilustres literatos da cidade. Seu filho mais velho morreu no início de 1835, de crupe.
Ele retornou à Irlanda em julho de 1835, fixando residência em Dublin. Ao encontrá-lo novamente em agosto, Michael Banim descobriu que sua condição era a de um inválido completo. Ele estava com muita dor e teve que usar opiáceos para dormir, mas durante os curtos intervalos entre os ataques de sua doença, ele foi capaz de desfrutar da conversa e da companhia de seu irmão e amigos. Em setembro, ele retornou a Kilkenny e foi recebido com um discurso dos cidadãos de Kilkenny mostrando seu apreço por ele, e uma doação mensal deles de 85 libras esterlinas. Depois de uma curta estadia em sua casa de infância, ele se estabeleceu em Windgap Cottage, a uma curta distância de Kilkenny. Passou o resto de sua vida lá, morrendo em 13 de agosto de 1842.
Michael Banim tinha adquirido uma fortuna considerável que perdeu em 1840 através da falência de uma empresa com a qual ele tinha relações comerciais. Após esse desastre, ele escreveu Father Connell (1842), Clough Fionn (1852), e The Town of the Cascades (1862). Michael Banim morreu em Booterstown em 1874.

## Legado

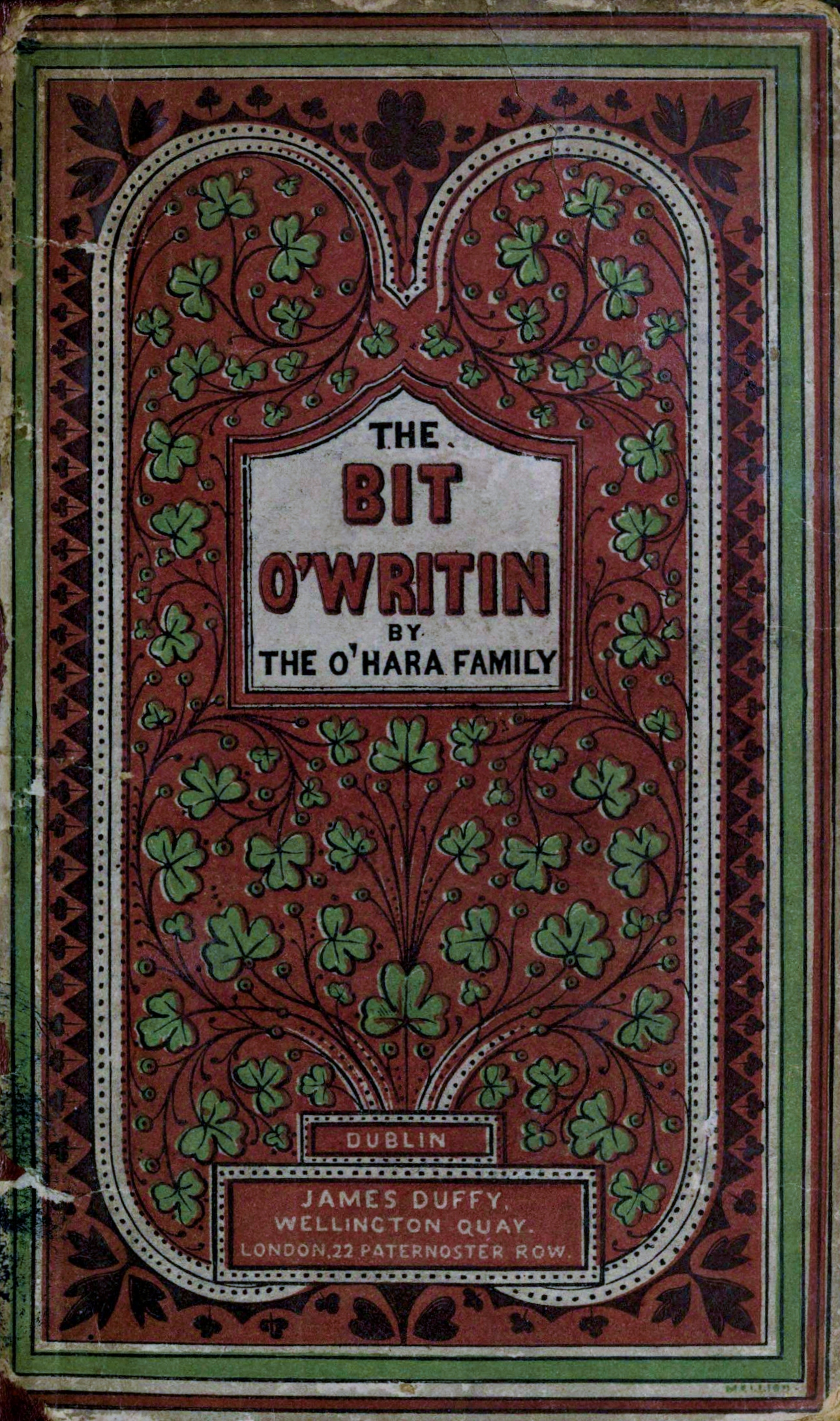
Capa da edição de 1865 de The Bit o' Writin por John w Michael Banim

Sua força está no delineamento dos personagens das classes baixas irlandesas e nos impulsos, muitas vezes equivocados e criminosos, pelos quais são influenciados, e nisso ele mostrou força notável.
Uma avaliação na Encyclopædia Britannica Eleventh Edition (1911) diz:
O verdadeiro lugar dos Banims na literatura deve ser estimado a partir dos méritos dos Contos O'Hara; seus trabalhos posteriores, embora de considerável habilidade, às vezes são prolixos e marcados por uma imitação muito evidente dos Waverley Novels. Os contos, no entanto, são obras-primas da delineação fiel. As fortes paixões, as luzes e as sombras do caráter camponês irlandês raramente foram tão habilmente retratadas. Os incidentes são impressionantes, às vezes até horríveis, e os autores foram acusados de se esforçarem para obter efeito melodramático. O lado mais leve e alegre do personagem irlandês, que aparece tão fortemente em Samuel Lover, recebe pouca atenção dos Banim.